# بيلار إدالغو
بيلار إدالغو إغليسياس (بالإسبانية: Pilar Hidalgo Iglesias، ولدت في 3 مايو 1979، ثي، لا كرونيا، إسبانيا) رياضية ترياثلون إسبانية.
فازت ببطولة العالم للأكواثلون عام 2000.

## إنجازاتها

### بطولة العالم للأكواثلون
- 2000 كانكون  المكسيك:  ميدالية ذهبية في سباق الأكواثلون.

### بطولة أوروبا للترايثلون
- 2004 بلنسية  إسبانيا:  ميدالية برونزية في سباق الترايثلون.

## روابط خارجية
- بيلار إدالغو على موقع اتحاد الترياتلون الدولي (الإنجليزية)
- بيلار إدالغو على موقع IAT Triathlon Database (الإنجليزية)
- بيلار إدالغو على موقع اللجنة الأولمبية الدولية (الإنجليزية)
- بيلار إدالغو على موقع أوليمبيديا (الإنجليزية)
- بيلار إدالغو على موقع اللجنة الأولمبية الإسبانية (الإسبانية)